# Thương Trạch
Thương Trạch (tiếng Trung: 商澤; bính âm: Shang Ze), tự Tử Tú (子秀) hay Tử Quý (子季), tôn xưng Thương Tử (商子) người nước Lỗ thời Xuân thu, là một trong thất thập nhị hiền của Nho giáo.

## Cuộc đời
Cuộc đời của Thương Trạch không được ghi chép lại. Theo Lâm An chí, Thương Trạch có sở thích đọc Lục tịch. Năm 72, thời Hán Minh Đế, Thương Trạch được phối thờ trong Khổng miếu.

## Đánh giá
Tiềm Thuyết Hữu: Tuy Dương thị bá, bình tức thụ nghiệp, duyên giáo đăng tịch, vị tiễn tứ khoa, cố thiệp lục tịch, tự điển tái chi, hảo thị chính trực.